# Roca (Guitiriz)
Roca (llamada oficialmente San Xiao de Roca) es una parroquia y una aldea española del municipio de Guitiriz, en la provincia de Lugo, Galicia.

## Otras denominaciones
La parroquia también es conocida por el nombre de San Xulián de Roca.

## Organización territorial
La parroquia está formada por nueve entidades de población, constando seis de ellas en el nomenclátor del Instituto Nacional de Estadística español:
- Altamira
- Alto Roca (Alto de Roca)
- As Penas
- Lamas (As Lamas)
- O Portodola
- Ponte de Roca (A Ponte de Roca)
- Quintán
- Roca
- Santa Ana

## Demografía

### Parroquia
| Gráfica de evolución demográfica de Roca (parroquia) entre 2000 y 2020 |
|                                                                        |
| Datos según el nomenclátor publicado por el INE.                       |

### Aldea
| Gráfica de evolución demográfica de Roca (aldea) entre 2000 y 2020 |
|                                                                    |
| Datos según el nomenclátor publicado por el INE.                   |